# العراميه (ريمة)

تعديل مصدري - تعديل

العراميه أو قرية العراميه هي قرية جبلية في عزلة الاسلاف بمديرية السلفية التابعه لمحافظة ريمة اليمنية، بلغ تعداد سكانها 647 نسمة حسب إحصاء اليمن لعام 2004.

## المحلات التابعه للقرية
- المجعاره
- الدريمه
- المحشا
- الهزيز
- مغاري الظباء
- القرية الوسطى
- القفلة